# Béthuzon
Der Béthuzon ist ein 12 km langer linker Nebenfluss der Jonte im Einzugsgebiet des Tarn in der Region Okzitanien im Süden von Frankreich.

## Flusslauf
Der Béthuzon verläuft im Département Lozère. Er entspringt im Nationalpark Cevennen, am Col de la Caumette, im Gemeindegebiet von Meyrueis. Der Fluss entwässert generell in nordwestlicher Richtung und mündet nach zwölf Kilometern im Ortsgebiet von Meyrueis in die Jonte. Das meist ruhige Flüsschen kann nach Niederschlägen plötzlich sehr große Wassermengen führen.

## Orte am Fluss
- Le Villaret, Gemeinde Meyrueis
- Ferrusac, Gemeinde Meyrueis
- Meyrueis

## Sehenswürdigkeiten
- Schloss von Roquedols mit dem Informationszentrum des Nationalparks Cevennen
- alter Uhrenturm in Meyrueis